# Узунколь (Жанибекский район)
Узунколь (каз. Ұзынкөл) — село в Жанибекском районе Западно-Казахстанской области Казахстана. Административный центр Узункольского сельского округа. Код КАТО — 274253100.

## Население
В 1999 году население села составляло 1152 человека (617 мужчин и 535 женщин). По данным переписи 2009 года, в селе проживало 827 человек (419 мужчин и 408 женщин).